# Agrypon tamahonum
Agrypon tamahonum là một loài tò vò trong họ Ichneumonidae.